# گروو سیتی (اوهایو)
گروو سیتی(به انگلیسی: Grove City) شهری در ایالت اوهایو کشور ایالات متحده آمریکا است که جمعیت آن در سرشماری سال ۲۰۱۰ میلادی، ۳۵٬۵۷۵ نفر بوده‌است.